# Edwin Klebs
Theodor Albrecht Edwin Klebs (n. 1834 - f. 1913) fue un físico y patólogo alemán, nacido en Königsberg, Prusia. Murió a la edad de 79 años de tuberculosis en Berna. 
Fue asistente de Rudolph Ludwig Karl Virchow en el instituto patológico de Berlín desde 1861 hasta 1866. Es principalmente conocido por su trabajo e investigaciones sobre enfermedades infecciosas: estudió los bacilos causantes de la fiebre tifoidea, el carbunco, las infecciones traumáticas, los protozoos del paludismo, la malaria, la pancreatitis hemorrágica y el gigantismo.
En 1883 localizó una bacteria en lesiones diftéricas, la bacteria claviforme Corynebacterium diphtheriae, siendo ésta la causa de la difteria. Dicha bacteria también es conocida como el bacilo de Klebs-Löffler, debido a que estas observaciones fueron comprobados en 1884 por Friedrich Loffler, quien además pudo cultivar el germen in vitro y reproducir en cobayas una infección con síntomas similares a los de la enfermedad humana, llegando a la conclusión de que los bacilos, en el sitio de la infección, son capaces de crear un factor soluble tóxico que puede ser transportado por el torrente sanguíneo a otros órganos. 
Otra de sus importantes contribuciones a la ciencia fue el método de estudio con cortes de tejidos embebidos en parafina, que junto con la técnica de coloración con hematoxilina y eosina (Bohner, 1865) y el uso del primer micrótomo de congelación (1871) constituyen los más relevantes progresos en anatomía patológica dentro de la segunda mitad del siglo XIX.
A finales de 1895 viajó hasta Estados Unidos para dar clases de patología en el centro Rush Medical de Chicago, pero acabó regresando a Alemania un tiempo más tarde.
En sus estudios sobre el origen del carbunco o ántrax, Edwin Klebs introdujo el uso de planchas de cerámica sin esmaltar, conectadas a una bomba de vacío capaz de ejercer succión, con el objetivo de filtrar y aislar microorganismos. Louis Pasteur emplearía el mismo método en sus investigaciones varios años después.
Además de monográficos y artículos sobre sus investigaciones, Klebs escribió dos manuales: uno sobre anatomía patológica y otro sobre patología general. El género bacteriano Klebsiella fue llamado así en honor a su trabajo.